# Кунча
Кунча (укр. Кунча) — село в Теофипольском районе Хмельницкой области Украины.
Население по переписи 2001 года составляло 797 человек. Почтовый индекс — 30608. Телефонный код — 3844. Занимает площадь 1,363 км². Код КОАТУУ — 6824783201.

## Местный совет
30609, Хмельницкая обл., Теофипольский р-н, с. Кунча, ул. Данилюка, 92